# Động Xá Nhè
Động Xá Nhè là hang động ở bản Pàng Dề A1 xã Xá Nhè huyện Tủa Chùa tỉnh Điện Biên, Việt Nam.
Động Xá Nhè là hang dạng karst trong núi đá vôi. Động được Bộ Văn hóa, Thể thao và Du lịch xếp hạng danh lam thắng cảnh cấp quốc gia ngày 10/3/2014 .

## Vị trí
Hang Xá Nhè nằm ở độ cao trên 1.500 m so với mực nước biển, cách trung tâm xã Xá Nhè và đường giao thông chính chưa đầy 1 km. Cửa hang rộng 5 m cao khoảng 18 m. Hang có 5 khoang lớn nhỏ kéo dài khoảng 700 m. Hang Xá Nhè sở hữu nhiều nét đẹp kỳ thú, độc đáo do các nhũ và măng đá tạo ra.